# Teixit hematopoètic
El teixit hematopoètic és el responsable de la producció de cèl·lules sanguínies.
Existeix teixit hematopoètic en la melsa, als ganglis limfàtics, al timus i, fonamentalment, en la medul·la òssia vermella, el centre hematopoètic més important de l'organisme. En el moment de néixer, tota la medul·la òssia és vermella. En els individus adults, la medul·la vermella persisteix en els intersticis dels ossos esponjosos. Es tracta d'un teixit tou, format per fibres reticulars i una gran quantitat de cèl·lules: adiposes, macròfags, reticulars i precursores de les cèl·lules sanguínies.
Les cèl·lules mare hematopoètiques tenen capacitat de divisió i de diferenciació. Algunes de les cèl·lules procedents de la seva divisió es diferencien en cèl·lules que intervenen en la formació dels eritròcits, granulòcits i monòcits.
A la medul·la òssia es genera també l'estirp cel·lular dels limfòcits, encara que aquestes cèl·lules completen el seu desenvolupament en els òrgans limfoides, per això també s'anomenen cèl·lules limfoides.
Les plaquetes s'originen per fragmentació dels megacariòcits, unes cèl·lules gegants i polimorfonucleades que també es troben entre els elements hematopoètics de moll de l'os.

## Tipologia
El teixit hematopoètic pot ser de dos tipus:
- Mieloide: és el que forma la medul·la òssia vermella, que es troba entre les trabècules del teixit ossi esponjós. Format per fibres reticulars i una gran quantitat de cèl·lules mare precursores de glòbuls vermells, leucòcits i plaquetes.

- Limfoide: en ell es fa la diferenciació dels limfòcits. El trobem en els ganglis, el tim, la melsa i les amígdales.